# Pseudocopera annulata
Pseudocopera annulata – gatunek ważki z rodziny pióronogowatych (Platycnemididae). Występuje w Chinach, na Półwyspie Koreańskim i w Japonii.